# Cessna Airmaster

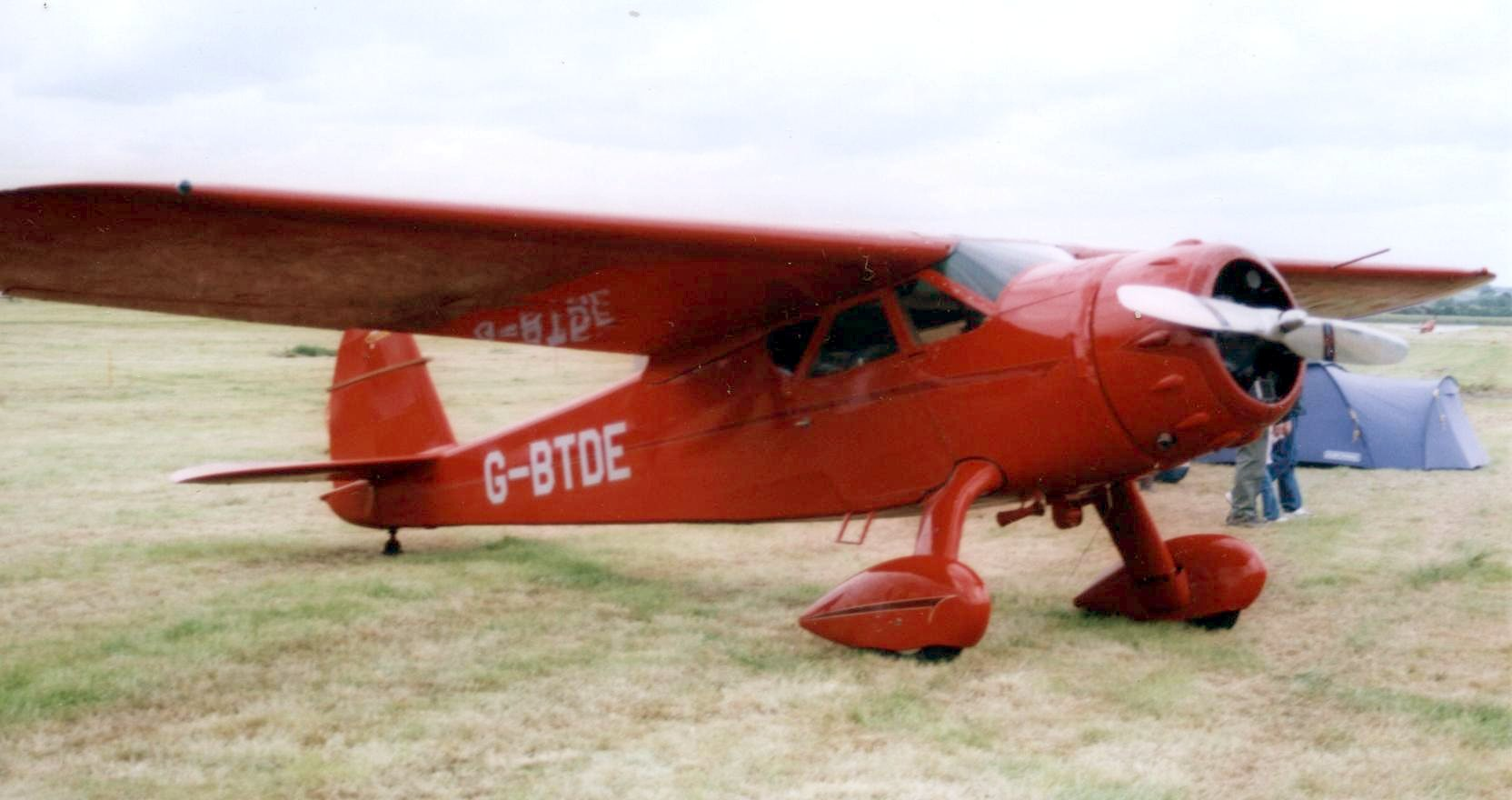
Cessna Airmaster C-165

De Cessna Airmaster is een Amerikaans eenmotorig hoogdekker vliegtuig met een vast landingsgestel. Het toestel met vier zitplaatsen maakte zijn eerste vlucht op 19 augustus 1934. Totaal zijn er, inclusief alle varianten, door vliegtuigfabrikant Cessna 183 exemplaren van gebouwd.

## Ontwerp en historie
De Cessna Airmaster C-34 zorgde in de jaren 1930 voor een opleving van de Cessna vliegtuigfabriek na de moeilijke jaren van de great depression. Het voor die tijd moderne toestel had vrijdragende houten vleugels. De romp was geconstrueerd van metalen buizen met houten vormlatten en bespannen met doek. Alle C-34 modellen plus opvolgers werden voortgestuwd door Warner Super Scarab luchtgekoelde zevencilinder stermotoren van 145-175 pk. De latere modellen C-145 en C-165 konden ook worden uitgerust als watervliegtuig met een drijveronderstel.
Begin jaren 1940 werd de productie van de Airmaster gestaakt omdat het toestel te arbeidsintensief (en dus te duur) was om te produceren. Hierna schakelde Cessna over op geheel aluminium vliegtuigen waarvan de Cessna 140 de eerste was.

## Varianten

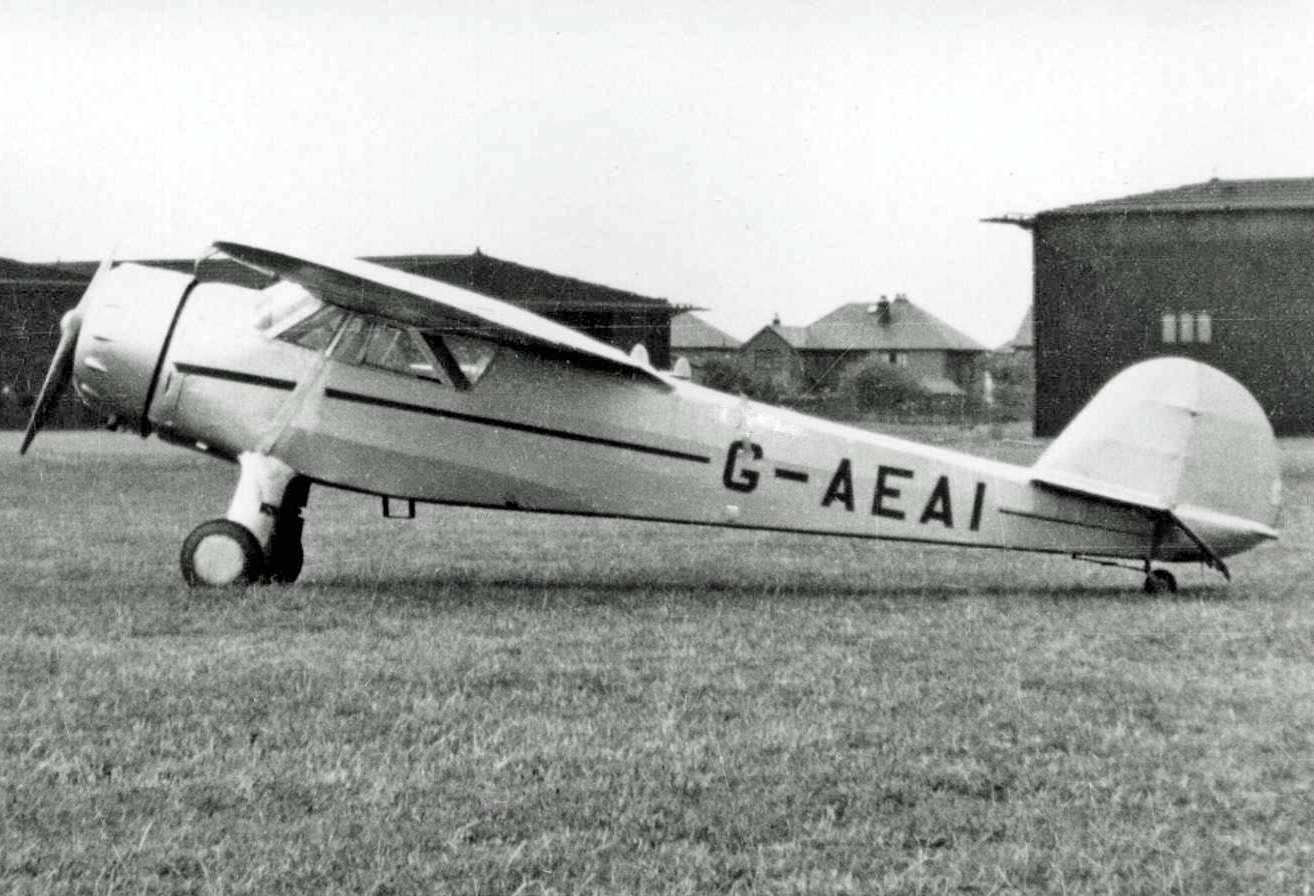
Airmaster C-34 (1950)

C-34Vierzitter met een 145 pk Warner Super Scarab motor. (42 gebouwd)
C-37Airmaster met een 12,7 centimeter breder interieur, verbeterd onderstel en elektrisch  bedienbare flaps. (46 gebouwd)
C-38Model met een breder landingsgestel met gebogen wielpoten en een groter verticaal staartvlak. (16 gebouwd)
C-39Originele aanduiding van de C-145.
C-145Model met een 145 pk Warner Super Scarab motor.
C-165Model met een 165 pk Warner Super Scarab motor.
C-165DModel met een 175 pk Warner Super Scarab motor.
UC-77B, UC-77C, UC-77D en UC-94Type-aanduidingen van de Airmaster binnen de Amerikaanse Luchtmacht (USAAF) gedurende de Tweede Wereldoorlog.

## Specificaties
- Type: Cessna Airmaster
- Fabriek: Cessna
- Bemanning: 1
- Passagiers: 3
- Lengte: 7,57 m
- Spanwijdte: 10,31 m
- Hoogte: 2,21 m
- Vleugeloppervlak: 17 m²
- Leeg gewicht: 590 kg
- Brandstof: 130 liter
- Maximum gewicht: 1007 kg
- Motor: 1 × Warner Super Scarab 7-cilinder luchtgekoelde stermotor, 145 pk (108 kW)
- Eerste vlucht: 19 augustus 1934
- Aantal gebouwd: 183

Prestaties:
- Maximumsnelheid: 261 km/u
- Kruissnelheid: 230 km/u
- Overtreksnelheid: 76 km/u
- Klimsnelheid: 5,1 m/s
- Plafond: 5800 m
- Vliegbereik: 890 km

## Vergelijkbare vliegtuigen
- Noorduyn Norseman
- Stinson Reliant
- De Havilland Beaver
- Beechcraft Staggerwing
- Fokker Super Universal